# Gobernación de Hama
La gobernación de Hama (en árabe: مُحافظة حماه‎ / ALA-LC: Muḥāfaẓat Ḥamā) es una de las 14 gobernaciones (provincias) que conforman la Organización político-administrativa de la República Árabe Siria. Tiene una población de 1.628.000 personas (estimaciones de 2011) y una densidad poblacional de 183 habitantes por cada kilómetro cuadrado. La ciudad capital de esta provincia es la ciudad de Hama.

## Geografía
La Gobernación de Hama está situada en la parte noroeste del país. Limita con las provincias de Idlib, Homs, Tartous, Ar-Raqqa, Latakia y con Aleppo. Su superficie varía según la fuente: de 8.844 a 8.883 kilómetros cuadrados.

## Economía
Hama es un centro industrial y agrícola importante en Siria. Aproximadamente un tercio del área total de la gobernación, unos 3680 km² dedicada al cultivo. La gobernación produce más de la mitad de la cosecha nacional de patatas y pistachos, así como una creciente variedad de otros vegetales. La ganadería también es común en la gobernación.

## Distritos
La gobernación está dividida en 4 distritos (Mintaqas):
- Al-Suqeilabiya
- Hama
- Masyaf
- Muhrada
- Salamiya

### Subdistritos
Los 5 distritos se subdividen a su vez en 22 subdistritos (nawahi):
| Distrito de Al-Suqeilabiya - Subdistrito de Al-Suqeilabiya - Subdistrito de Tel Salhab - Subdistrito de Al-Ziyara - Subdistrito de Shatha - Subdistrito de Qalaat al-Madiq Distrito de Hama - Subdistrito de Hama - Subdistrito de Suran - Subdistrito de Hirbnafsa - Subdistrito de Al-Hamra Distrito de Masyaf - Subdistrito de Masyaf - Subdistrito de Yub Ramla - Subdistrito de Awj - Subdistrito de Ayn Halaqim - Subdistrito de Wadi al-Uyun | Distrito de Muhrada - Subdistrito de Muhrada - Subdistrito de Kafr Zita - Subdistrito de Karnaz Distrito de Salamiya - Subdistrito de Salamiya - Subdistrito de Barri Sharqi - Subdistrito de Sabura - Subdistrito de Al-Saan - Subdistrito de Uqeiribat |